# St. Vitus (Göbelsbach)

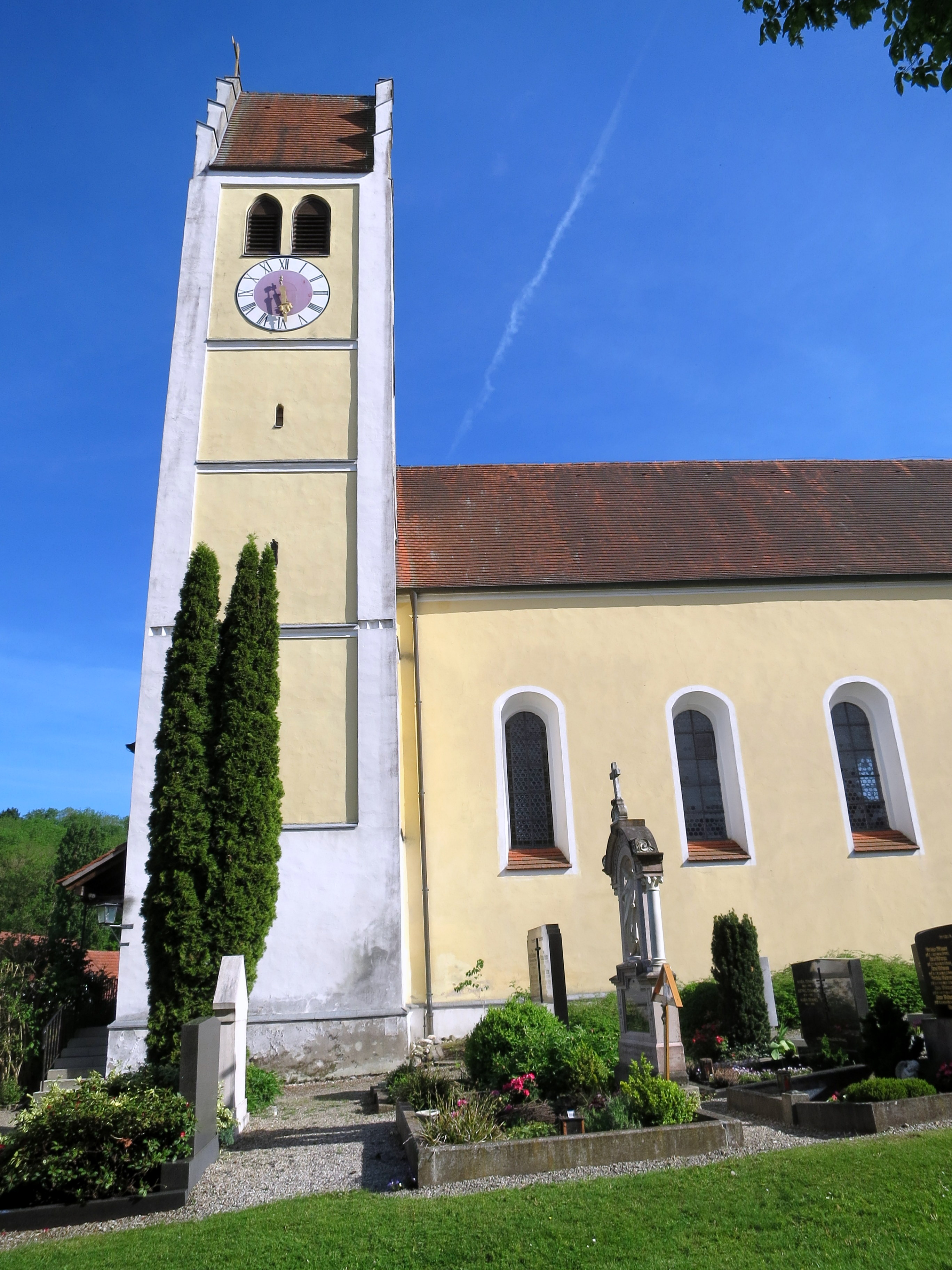
Kirche St. Vitus in Göbelsbach

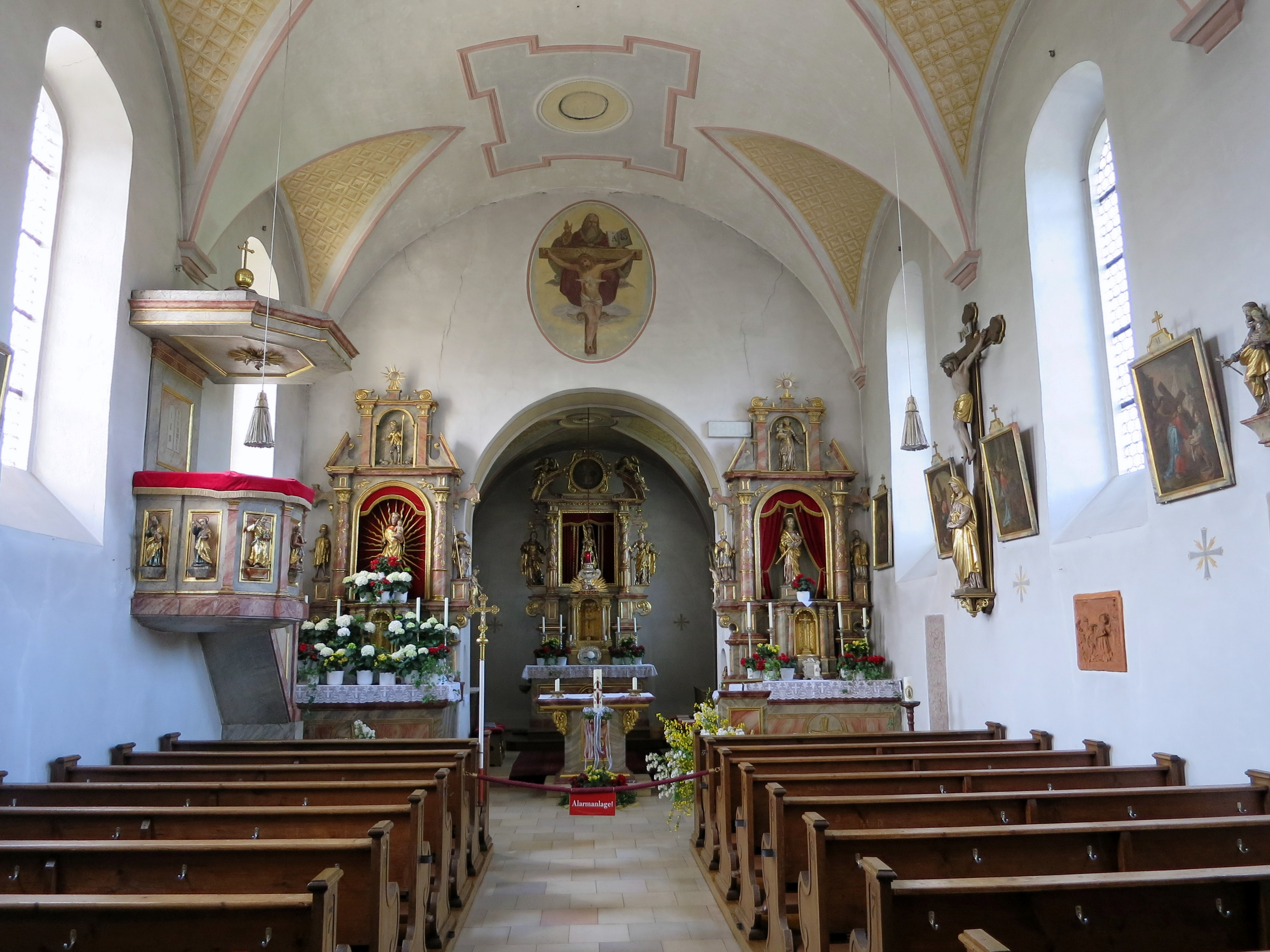
Innenansicht

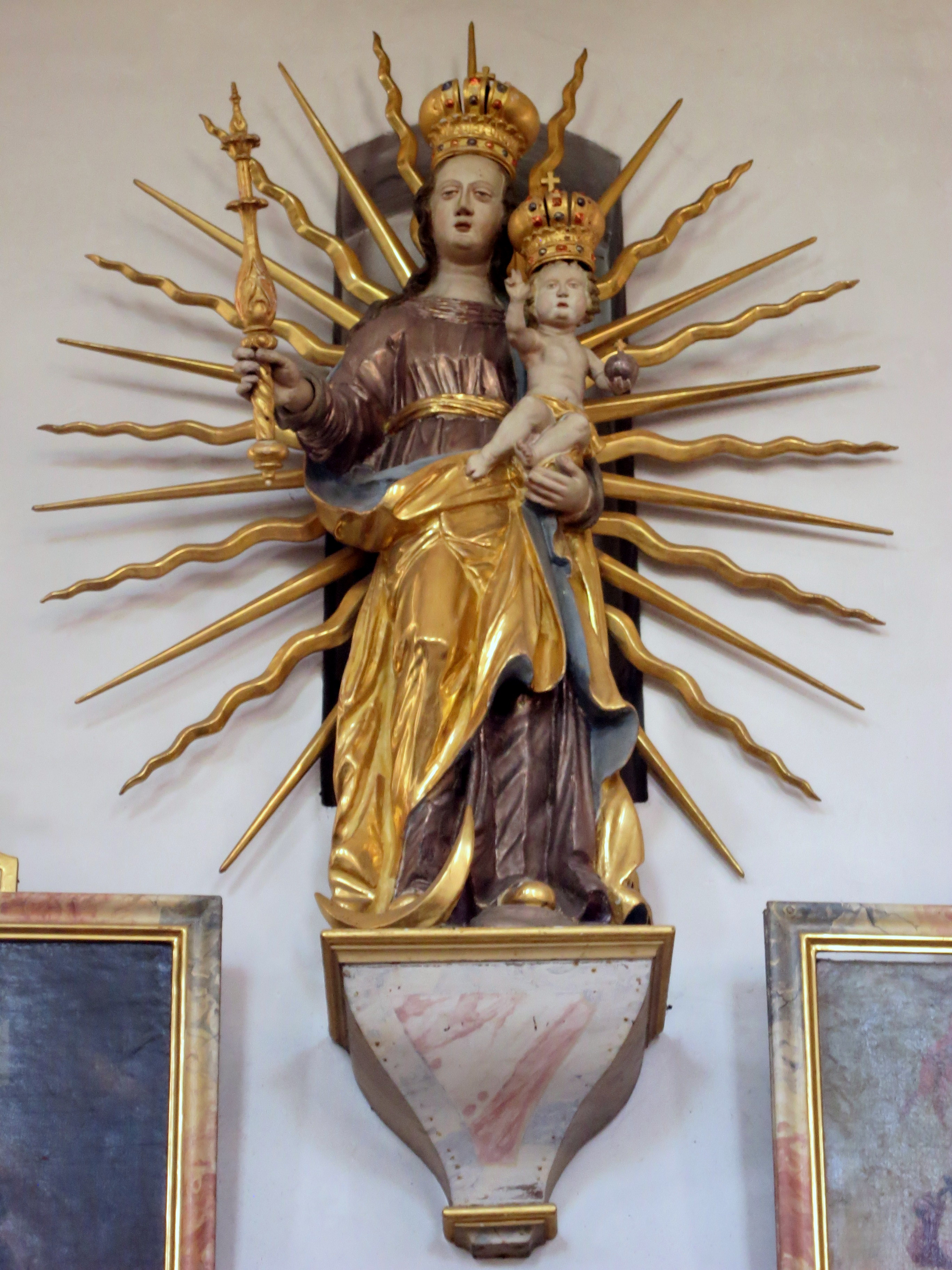
Madonna mit Jesuskind

Die römisch-katholische Pfarrkirche St. Vitus in Göbelsbach, einem Stadtteil von Pfaffenhofen an der Ilm im Landkreis Pfaffenhofen an der Ilm im bayerischen Regierungsbezirk Oberbayern, steht in der Nähe der Dorfstraße. Die dem heiligen Vitus gewidmete Kirche ist ein geschütztes Baudenkmal.

## Beschreibung
Die verputzte Saalkirche mit Steilsatteldach, eingezogenem und rechteckigem Chor besitzt an der Nordseite einen Chorflankenturm mit getrepptem Giebel. Das Langhaus wird von einer Stichkappentonne und der Chor mit einem Kreuzgewölbe gedeckt. Der Turm und der Chor entstanden 1430, das Kirchenschiff aus dem Jahr 1713 wurde 1922 nach Westen verlängert.
Die drei Altäre stammen aus der zweiten Hälfte des 17. Jahrhunderts. Am nördlichen Seitenaltar steht eine Mondsichelmadonna im Strahlenglanz, die um 1520 geschaffen wurde. An der Chorwand steht eine bekrönte Madonna mit Jesuskind aus dem 17. Jahrhundert.
Die Kanzel mit Statuetten der Evangelisten entstand um 1700.

## Orgel
Die Orgel mit elf Registern, verteilt auf zwei Manuale und Pedal, wurde von der Firma Behler & Waldenmaier gebaut. Die Disposition lautet:
| I. Manual C–f3 |       |
| Principal      | 8′    |
| Tibia          | 8′    |
| Dolce          | 8′    |
| Oktav          | 4′    |
| Mixtur         | 2 ⁄3′ |

| II. Manual C–f3 |    |
| Gedeckt         | 8′ |
| Salicional      | 8′ |
| Gamba           | 8′ |
| Traversflöte    | 4′ |

| Pedal C–d1 |     |
| Subbass    | 16′ |
| Oktavbass  | 08′ |

- Koppeln: II/I, II/I (Super) II/I (Sub) II/P, I/P
- Spielhilfen: Piano, Forte, Tutti

Derzeitige Organisten sind: Kilian Niedermayr, Waltraud Lehmair, Stefan Hirschberger (Stand 2021)